# Anatolij Baniševskij
Anatolij Baniševskij (ázerbájdžánsky Anatoli Andreyeviç Banişevski, rusky Анатолий Андреевич Банишевский; 23. února 1946 Baku – 10. prosince 1997 Baku) byl ázerbájdžánský fotbalista, útočník, jenž reprezentoval někdejší Sovětský svaz. Jeho rodiče byli ukrajinského původu. Je všeobecně považován za nejlepšího ázerbájdžánského fotbalistu všech dob, v roce 2003 byl ázerbájdžánskou fotbalovou asociací vybrán jako nejvýznamnější fotbalista v zemi za posledních 50 let.

## Fotbalová kariéra
V nejvyšší soutěži Sovětského svazu hrál za Neftçi Bakı PFK. Nastoupil ve 212 ligových utkáních a dal 81 gólů. Za reprezentaci Sovětského svazu nastoupil v letech 1965-1972 v 50 utkáních a dal 19 gólů. Byl členem reprezentace Sovětského svazu na mistrovství světa ve fotbale 1966, nastoupil v 5 utkáních a dal 1 gól. Byl členem reprezentace Sovětského svazu na mistrovství Evropy ve fotbale 1968, nastoupil v 1 utkání. Byl členem reprezentace Sovětského svazu na mistrovství Evropy ve fotbale 1972, nastoupil v 1 utkání a získal s týmem stříbrnou medaili za 2. místo. 

## Ligová bilance
| Ročník                               | Zápasy | Góly | Klub            |
| ------------------------------------ | ------ | ---- | --------------- |
| Sovětská fotbalová Vysšaja liga 1964 | 20     | 3    | Neftçi Bakı PFK |
| Sovětská fotbalová Vysšaja liga 1965 | 27     | 8    | Neftçi Bakı PFK |
| Sovětská fotbalová Vysšaja liga 1966 | 14     | 2    | Neftçi Bakı PFK |
| Sovětská fotbalová Vysšaja liga 1967 | 21     | 13   | Neftçi Bakı PFK |
| Sovětská fotbalová Vysšaja liga 1968 | 18     | 8    | Neftçi Bakı PFK |
| Sovětská fotbalová Vysšaja liga 1969 | 7      | 1    | Neftçi Bakı PFK |
| Sovětská fotbalová Vysšaja liga 1970 | 24     | 6    | Neftçi Bakı PFK |
| Sovětská fotbalová Vysšaja liga 1971 | 28     | 10   | Neftçi Bakı PFK |
| Sovětská fotbalová Vysšaja liga 1972 | 26     | 10   | Neftçi Bakı PFK |
| Sovětská fotbalová Pervaja liga 1973 | 30     | 22   | Neftçi Bakı PFK |
| Sovětská fotbalová Pervaja liga 1974 | 0      | 0    | Neftçi Bakı PFK |
| Sovětská fotbalová Pervaja liga 1975 | 17     | 6    | Neftçi Bakı PFK |
| Sovětská fotbalová Pervaja liga 1976 | 29     | 12   | Neftçi Bakı PFK |
| Sovětská fotbalová Vysšaja liga 1977 | 9      | 3    | Neftçi Bakı PFK |
| Sovětská fotbalová Vysšaja liga 1978 | 18     | 7    | Neftçi Bakı PFK |
| CELKEM 1. liga                       | 212    | 81   |                 |